# Вениамин (Быковский)
Епископ Вениамин (в миру Владимир Петрович Быковский; 1821, Полтавская губерния — 1 (13) февраля 1893, Чернигов) — епископ Русской православной церкви, епископ Черниговский и Нежинский.

## Биография
Родился в семье священника в Полтавской губернии.
В 1843 году окончил Полтавскую духовную семинарию.
27 июля (8 августа) 1844 года рукоположен во священника.
В 1849 году овдовев и лишившись троих сыновей, поступил в Киевскую Духовную Академию.
31 мая (12 июня) 1851 года пострижен в монашество.
После окончания академии 30 октября (11 ноября) 1853 года определён во 2-е Орловское духовное училище исполняющим должность смотрителя.
12 (24) мая 1855 года утвержден в степени кандидата богословия, а 22 мая 1856 года — в степени магистра богословия.
22 октября (3 ноября) 1855 года назначен смотрителем Орловского духовного училища.
С 27 сентября (9 октября) 1857 года — инспектор Херсонской духовной семинарии.
3 (15) апреля 1861 года возведён в сан архимандрита.
С 4 (16) декабря 1863 года по 16 (28) марта 1864 года был временным настоятелем Григорьевского Бизюкова монастыря.
18 (30) июля 1864 года был переведен инспектором Казанской духовной академии.
С 3 (15) апреля 1867 года — ректор Воронежской духовной семинарии. С 8 июня, того же года, редактор «Воронежских епархиальных ведомостей»; с 10 июня благочинный монастырей и епархиальный цензор Воронежской епархии.
19 (31) декабря 1871 года хиротонисан во епископа Острогожского, викария Воронежской епархии с правом настоятельства Акатова Алексеевского монастыря Воронежской епархии.
С 23 мая (4 июня) 1879 года — епископ Оренбургский и Уральский.
С 5 (17) апреля 1882 года — епископ Черниговский и Нежинский.
Одним из первых ввёл в своей епархии внебогослужебные собеседования, что отмечалось в отчёте обер-прокурора за 1882 год. Учредил несколько братств: святого Михаила, кн. Черниговского (в Чернигове), святителя Димитрия, митрополита Ростовского (в Новгород-Северске), в честь иконы Божией Матери «Всех скорбящих Радость» (в Нежине).
Скончался 1 (13) февраля 1893 года. Погребен в главном Троицком храме Троице-Ильинского монастыря под алтарём.

## Награды
8 (20) мая 1855 года награжден набедренником.
26 марта (7 апреля) 1866 года награжден орденом св. Анны II степени.